# Take Me Under/Winding Road
「Take Me Under/Winding Road」（テイク・ミー・アンダー/ワインディング・ロード）は、MAN WITH A MISSIONの楽曲で、9枚目のシングル。2018年4月18日にSony Music Records（Sony Music Labels）から発売された。

## 概要
表題曲の「Take Me Under」は映画『いぬやしき』の主題歌に、「Winding Road」はTVアニメ『ゴールデンカムイ』の主題歌に、カップリング曲の「The Anthem」は、新大学生応援プロジェクト「MISSION with Surface」の一環で制作されたMicrosoft「Surface」の「『きっと、ナニモノにだってなれるんだ。』 Surface meets MAN WITH A MISSION」のテーマソングにそれぞれ起用された。
発売形態は、通常盤、初回限定生産限定盤、アニメ盤の3種類となっており、通常盤、初回限定生産限定盤のジャケットモデルはメンバーのJean-Ken Johnnyが担当しており、アニメ盤のジャケットは『ゴールデンカムイ』の描き下ろしイラストとなっている。
ミュージック・ビデオは、長野県諏訪市の工場跡地（旧東洋バルヴ跡地）で撮影された。

## 収録曲
1. Take Me Under [4:25]
作詞・作曲：Jean-Ken Johnny / 編曲：MAN WITH A MISSION, 中野雅之
2. Winding Road [3:46]
作詞：Kamikaze Boy, Jean-Ken Johnny / 作曲：Kamikaze Boy / 編曲：MAN WITH A MISSION, 大島こうすけ
3. The Anthem [4:07]
作詞：Jean-Ken Johnny, ショウン・ロペス /作曲：Jean-Ken Johnny, ショウン・ロペス / 編曲：MAN WITH A MISSION, ショウン・ロペス
4. Dead End in Tokyo [Jagz Kooner Remix] [6:01]
作詞：Kamikaze Boy, Jean-Ken Johnny, パトリック・スタンプ /作曲：Kamikaze Boy, Jean-Ken Johnny, パトリック・スタンプ / リミックス：ジャツ・クーナー

### DVD（初回生産限定盤のみ）
1. UK TOUR 2018 Live at The Dome London[10]
  1. Hey Now
  2. My Hero
  3. Dog Days
2. MISSION MOVIE[10]
  1. THE BLACK RIB 前編
  2. THE BLACK RIB 後編